# Kamtsjatkasneeuwschaap
Het kamtsjatkasneeuwschaap (Ovis nivicola nivicola) is de nominaatondersoort van het sneeuwschaap (Ovis nivicola) en behoort tot de familie der holhoornigen. De wetenschappelijke naam van de ondersoort werd voor het eerst geldig gepubliceerd door Johann Friedrich von Eschscholtz in 1829.

## Verspreiding
Kamtsjatkasneeuwschapen komen beneden de 60° noorderbreedte voor op het Kamtsjatkaschiereiland. Ten noorden van deze breedtegraad wordt deze ondersoort vervangen door het korjaksneeuwschaap (Ovis nivicola koriakorum).

## Status en bedreigingen
Kamtsjatkasneeuwschapen staan op Appendix III van de Russische rode lijst van bedreigde soorten. Ondanks dat bleek dat deze ondersoort door buitenlandse trofeejagers bejaagd werd. Ongeveer 600 individuen leven in Biosfeerreservaat Kronotski, een strikt natuurreservaat, gevrijwaard van jachtpraktijken.